# Strophocerus punctulum
Strophocerus punctulum är en fjärilsart som beskrevs av William Schaus 1911. Strophocerus punctulum ingår i släktet Strophocerus och familjen tandspinnare. Inga underarter finns listade i Catalogue of Life.